# Lijst van oorlogsmonumenten in Tubbergen
De Nederlandse gemeente Tubbergen heeft 4 oorlogsmonumenten. Hieronder een overzicht.
| Nr.  | Object                  | Herdachte groep                                                                      | Ontwerper     | Onthulling | Type               | Locatie                        | Plaats    | Coördinaten                   | Foto                    |
| ---- | ----------------------- | ------------------------------------------------------------------------------------ | ------------- | ---------- | ------------------ | ------------------------------ | --------- | ----------------------------- | ----------------------- |
| 2803 | Christus is opgestanden | militairen in dienst van het Ned. Kon. na 1945, burgerslachtoffers, verzet Nederland | Wim Harzing   | 1952       | beeld/sculptuur    | Vriezenveenseweg 2, 7678 VC    | Geesteren | 52° 25' 15" NB, 6° 44' 8" OL  | Christus is opgestanden |
| 3244 | Geallieerd erehof       | geallieerde militairen                                                               |               |            | begraafplaats/graf | Hobergenstraat, 7665           | Albergen  | 52° 22' 22" NB, 6° 45' 56" OL |                         |
| 3245 | Geallieerd erehof       | geallieerde militairen                                                               |               |            | begraafplaats/graf | Grotestraat, 7651              | Tubbergen | 52° 24' 24" NB, 6° 46' 54" OL |                         |
| 3292 | Oorlogsmonument         | algemeen                                                                             |               | 5 mei 1985 | gedenksteen        | Hobergenstraat, 7665           | Albergen  | 52° 22' 21" NB, 6° 45' 42" OL |                         |
|      | Stolpersteine           | vervolgden Nederland                                                                 | Gunter Demnig |            | plaquette          | Zie Stolpersteine in Tubbergen | Tubbergen |                               |                         |

Almelo ·
Borne ·
Dalfsen ·
Deventer ·
Dinkelland ·
Enschede ·
Haaksbergen ·
Hardenberg ·
Hellendoorn ·
Hengelo ·
Hof van Twente ·
Kampen ·
Losser ·
Oldenzaal ·
Olst-Wijhe ·
Ommen ·
Raalte ·
Rijssen-Holten ·
Staphorst ·
Steenwijkerland ·
Tubbergen ·
Twenterand ·
Wierden ·
Zwartewaterland ·
Zwolle